# Europamestrene
Europamestrene er en satirisk tv-serie som havde premiere på DR2 4. april 2013.
Satiren er skrevet af Thor Bjørn Krebs og instrueret af Johan Stahl.
Satiren tilbyder et kig ind bag gardinerne til små lukkede verdener og de personer, der bebor dem.
Det er den ambitiøse håndboldtræner, der på overfuser pigerne på sidelinjen, når de halter bagud i en kamp. Det er Mor og Far, der ikke kan blive enige om de mindste ting. Det er mændene ved pisserenden, der snakker om kunstige patter i flyvehøjde. Det er Pia på briksen hos gynækologen, der skal undersøge en mistænkelig ridse. Det er bestyrelsen i kolonihaveforeningen som holder et dramatisk møde. Det er erhvervscoachen som skal lære medarbejderne på Æskefabrikken om corporate identity - og det er mange flere. 
Produceret af Meta Film for DR2

## Medvirkende
- Søren Malling
- Anders W. Berthelsen
- Mia Lyhne
- Kirsten Lehfeldt
- Per Scheel-Krüger

## Ekstern henvisning
- Programside på dr.dk Arkiveret 10. april 2013 hos  Wayback Machine
- Europamestrene på Internet Movie Database (engelsk)
- Europamestrene på Filmdatabasen
- Europamestrene hos TheTVDB (engelsk)